# Petr Hrbek
Petr Hrbek (* 3. dubna 1969 Praha) je český hokejový trenér a bývalý útočník. Jeho mladším bratrem je bývalý fotbalista Michal Hrbek.

## Hráčská kariéra
Petr Hrbek působil v československé a české hokejové lize v mužstvech Sparta Praha, Litvínov, Slavia Praha a Havířov. V Německu pak v Rosenheimu a Freiburgu. Krátce i na Slovensku ve Zvolenu.
S juniorskou reprezentací vybojoval na MS juniorů stříbrnou medaili (1988) a bronzové medaile (1987, 1989). Získal také bronzové medaile na MS v ledním hokeji v letech 1992 a 1993. Zúčastnil se také ZOH v Albertville 1992 (bronzová medaile) a ZOH v Lillehammeru 1994 (5. místo). Na MS v ledním hokeji v roce 1992 byl zařazen do all stars týmu.Do NHL byl draftován v roce 1988 ve 3. kole jako 59. hráč klubem Detroit Red Wings. V NHL ale nikdy nenastoupil, hrál pouze na farmě v AHL.

## Trenérská kariéra
V roce 2022 trénuje mládež v hokejovém klubu HC Kobra Praha.

## Ocenění a úspěchy
- 1987 MEJ - All-Star Tým
- 1988 MSJ – All-Star Tým

## Klubová statistika
| Sezóna        | Klub                   | Soutěž        |     | Základní část | Základní část | Základní část | Základní část | Základní část |    | Play off | Play off | Play off | Play off | Play off |
| Sezóna        | Klub                   | Soutěž        | Z   | G             | A             | B             | TM            | Z             | G  | A        | B        | TM       |          |          |
| 1985–86       | TJ Sparta ČKD Praha 18 | ČSHL-18       | 31  | 30            | 17            | 47            | —             | —             | —  | —        | —        | —        |          |          |
| 1985–86       | TJ Sparta ČKD Praha    | ČSHL          | 1   | 0             | 1             | 1             | 0             | —             | —  | —        | —        | —        |          |          |
| 1986–87       | TJ Sparta ČKD Praha    | ČSHL          | 9   | 1             | 0             | 1             | 2             | —             | —  | —        | —        | —        |          |          |
| 1987–88       | TJ Sparta ČKD Praha    | ČSHL          | 44  | 14            | 7             | 21            | 4             | —             | —  | —        | —        | —        |          |          |
| 1988–89       | TJ Sparta ČKD Praha    | ČSHL          | 41  | 10            | 13            | 23            | 2             | —             | —  | —        | —        | —        |          |          |
| 1989–90       | ASD Dukla Jihlava      | ČSHL          | 32  | 12            | 7             | 19            | —             | —             | —  | —        | —        | —        |          |          |
| 1990–91       | HC Sparta Praha        | ČSHL          | 39  | 20            | 17            | 37            | 14            | —             | —  | —        | —        | —        |          |          |
| 1991–92       | HC Sparta Praha        | ČSHL          | 47  | 33            | 17            | 50            | —             | —             | —  | —        | —        | —        |          |          |
| 1990–91       | HC Sparta Praha        | ČSHL          | 18  | 17            | 13            | 30            | 0             | —             | —  | —        | —        | —        |          |          |
| 1992–93       | Adirondack Red Wings   | AHL           | 37  | 10            | 12            | 22            | 6             | —             | —  | —        | —        | —        |          |          |
| 1993–94       | HC Sparta Praha        | ČHL           | 11  | 0             | 0             | 0             | 0             | 6             | 1  | 2        | 3        | 6        |          |          |
| 1993–94       | SB DJK Rosenheim       | DEB           | 30  | 19            | 17            | 36            | 8             | 6             | 3  | 5        | 8        | 6        |          |          |
| 1994–95       | Star Bulls Rosenheim   | DEL           | 40  | 27            | 22            | 49            | 12            | 7             | 5  | 4        | 9        | 6        |          |          |
| 1995–96       | HC Sparta Praha        | ČHL           | 34  | 6             | 12            | 18            | 10            | 7             | 1  | 2        | 3        | 0        |          |          |
| 1996–97       | HC Chemopetrol, a.s.   | ČHL           | 50  | 14            | 13            | 27            | 23            | —             | —  | —        | —        | —        |          |          |
| 1997–98       | HC Chemopetrol, a.s.   | ČHL           | 51  | 21            | 26            | 47            | 26            | 3             | 2  | 0        | 2        | 0        |          |          |
| 1998–99       | HC Chemopetrol, a.s.   | ČHL           | 24  | 4             | 7             | 11            | 8             | —             | —  | —        | —        | —        |          |          |
| 1998–99       | HC Slavia Praha        | ČHL           | 9   | 2             | 3             | 5             | 24            | —             | —  | —        | —        | —        |          |          |
| 1999–00       | HC Slavia Praha        | ČHL           | 51  | 13            | 17            | 30            | 51            | —             | —  | —        | —        | —        |          |          |
| 2000–01       | HC Slavia Praha        | ČHL           | 14  | 5             | 4             | 9             | 8             | —             | —  | —        | —        | —        |          |          |
| 2000–01       | HC Sparta Praha        | ČHL           | 28  | 5             | 7             | 12            | 10            | 13            | 0  | 0        | 0        | 2        |          |          |
| 2001–02       | Skellefteå AIK         | HAll          | 14  | 5             | 5             | 10            | 2             | 6             | 2  | 0        | 2        | 2        |          |          |
| 2001–02       | EHC Freiburg           | 2.BL          | 30  | 10            | 11            | 21            | 4             | —             | —  | —        | —        | —        |          |          |
| 2002–03       | HC Havířov Panthers    | ČHL           | 35  | 9             | 8             | 17            | 8             | —             | —  | —        | —        | —        |          |          |
| 2003–04       | Blue Lions Leipzig     | 3.Něm         | —   | —             | —             | —             | —             | 17            | 23 | 16       | 39       | 6        |          |          |
| 2004–05       | Rostocker EC           | 3.Něm         | 6   | 7             | 8             | 15            | 2             | 17            | 15 | 15       | 30       | 8        |          |          |
| 2005–06       | HC Vodní Lvi Benešov   | KHP           | —   | —             | —             | —             | —             | —             | —  | —        | —        | —        |          |          |
| 2006–07       | HC Junior Mělník       | 2.ČHL         | 11  | 2             | 4             | 6             | 0             | —             | —  | —        | —        | —        |          |          |
| 2007–08       | Chemnitzer RSC         | 4.Něm         | 15  | 35            | 27            | 62            | 26            | —             | —  | —        | —        | —        |          |          |
| 2008–09       | ERV Chemnitz 07        | 3.Něm         | 20  | 24            | 17            | 41            | 6             | —             | —  | —        | —        | —        |          |          |
| Celkem v ČSHL | Celkem v ČSHL          | Celkem v ČSHL | 327 | 107           | 75            | 182           | —             | —             | —  | —        | —        | —        |          |          |
| Celkem v ČHL  | Celkem v ČHL           | Celkem v ČHL  | 211 | 79            | 97            | 176           | 168           | 29            | 4  | 4        | 8        | 8        |          |          |

## Reprezentace
| Rok                       | Tým                       | Soutěž                    | Z  | G  | A  | B  | TM |
| ------------------------- | ------------------------- | ------------------------- | -- | -- | -- | -- | -- |
| 1987                      | Československo 18         | MEJ                       | 7  | 7  | 6  | 13 | 12 |
| 1988                      | Československo 20         | MSJ                       | 7  | 4  | 4  | 8  |    |
| 1989                      | Československo 20         | MSJ                       | 7  | 3  | 2  | 5  | 0  |
| 1991                      | Československo            | KP                        | 1  | 0  | 0  | 0  | 0  |
| 1992                      | Československo            | OH                        | 8  | 1  | 4  | 5  | 0  |
| 1992                      | Československo            | MS                        | 8  | 6  | 0  | 6  | 2  |
| 1993                      | Česko                     | MS                        | 8  | 4  | 1  | 5  | 2  |
| 1994                      | Česko                     | OH                        | 8  | 2  | 3  | 5  | 6  |
| Juniorská kariéra celkově | Juniorská kariéra celkově | Juniorská kariéra celkově | 21 | 14 | 12 | 26 |    |
| Seniorská kariéra celkově | Seniorská kariéra celkově | Seniorská kariéra celkově | 33 | 13 | 8  | 21 | 10 |